# Ringweitenmessung
Die Ringweitenmessung ist eine Einrichtung und Messmethode für Kunsthandwerker, die Schmuckringe aus Edelmetallen herstellen und verkaufen, wie Juweliere und Goldschmiede.

## Beschreibung
Die Ringweitenmessung erfolgt:
- beim Ring mit dem Ringstock, bestehend aus einem kegelförmigen Metalldorn, der mit ringförmigen Marken versehen ist und eine Skala mit Ringnummern und Durchmesserangaben aufweist. Der Ringstock wird in der Werkstatt bei der Ringherstellung verwendet.

- am Finger mit einem Ringlochmaß, bestehend aus einer bestimmten Anzahl von Metallringen in verschiedenen Ringgrößen in den üblichen Weiten von 40 bis 72 (Wiener Vereinigungsmaß (Umfang in mm)) eingraviert sind. Das Sortiment von Metallringen wird in den Verkaufsräumen vorgehalten, wo die erforderliche Ringgröße eines Fingers am Kunden gemessen werden kann. Es gibt auch einfache Schablone mit Lochungen, die in den verschiedenen Größen benutzt werden.

Je nach verwendetem Edelmetall kann die Ringgröße aufgeweitet werden.
Weltweit existieren verschiedene Maße:
- Wiener Vereinigungsmaß (Umfang in mm)
- Französisches Maß (Umfang minus 40 mm)
- Durchmessermaß (Wiener Vereinigungsmaß/Pi)
- Englisches Maß
- Amerikanisches Maß (USA/Kanada)